# الرابطة الدولية للمترجمين التحريريين والشفويين المحترفين (IAPTI)
الرابطة الدولية للمترجمين التحريريين والشفويين المحترفين (IAPTI) هي جمعية مهنية دولية للمترجمين والمترجمين الشفويين ومقرها الأرجنتين.

## تاريخ
يقع مقر IAPTI في بوينس آيرس، الأرجنتين، وقد تم تأسيسها في 30 سبتمبر 2009، يوم القديس جيروم. أنشأ الرابطة مجموعة من النشطاء اللغويين المحترفين كوسيلة لتعزيز الممارسات الأخلاقية في الترجمة التحريرية والشفوية، وتوفير منتدى لمناقشة المشكلات الأساسية في هذا العالم المترابط، مثل الترجمة الجماعية، والاستعانة بمصادر خارجية، والدخل المتدني، وغير ذلك. تعتبر القضايا التكنولوجية الأخلاقية مهمة أيضًا لـ IAPTI ، مثل استغلال الماهرين في اللغة كمدققين لغويين للنصوص المترجمة آليًا. بأجور متدنية.
أسسها أورورا هوماران، المترجم الأرجنتيني المعتمد، والعضو غير الدائم في أكاديمية أمريكا الشمالية للغة الإسبانية، والمتخصص في التسويق.
تقدمت IAPTI للتسجيل كجمعية مدنية في مدينة بوينس آيرس (الأرجنتين). استغرقت عملية تسجيلها القانوني تحت اسم «الرابطة الدولية للمترجمين التحريريين والشفويين المحترفين» وقتًا طويلاً مع مكتب المفتش العام لشؤون العدل في الأرجنتين. في 23 فبراير 2017، أُعلن أن المفتش العام للعدالة قد وافق أخيرًا على IAPTI كجمعية أهلية.
وفقًا للوائح IAPTI الداخلية، يتم توجيه وإدارة الجمعية من قبل مجلس إدارة يتألف من المسؤولين الستة التالية مسمياتهم: الرئيس، ونائب الرئيس، والأمين العام، وأمين الخزانة، وعضوان لهما حق التصويت وعضوان مناوبان في التصويت.

## الأحداث والندوات والمنشورات
عقدت IAPTI أربعة مؤتمرات دولية، وهي في لندن (2013)، وأثينا (2014)، وبوردو (2015)، وعُقد المؤتمر الرابع في بوينس آيرس في أبريل 2017 في فندق كلاريدج، وهو نفس المكان الذي تأسست فيه الجمعية قبل ثماني سنوات.
تقدم المنظمة أيضًا ندوات مجانية عبر الإنترنت، ودورات أخرى مخصصة لأعضائها، بالإضافة إلى صحيفة رقمية اسمها The IAPTImes.
في عام 2013، تعاونت IAPTI مع الجمعية الدولية للمترجمين الشفويين للمؤتمرات (AIIC) ومنظمة ريد تي Red T والاتحاد الدولي للمترجمين (FIT) في مشروع اسموه Open Letter. والذي تم إطلاقه في عام 2012. وانضم إليهم لاحقًا Critical Link International والمجلس الدولي لتطوير الترجمة الشفوية المجتمعية (CLI) والرابطة العالمية لمترجمي لغة الإشارة (WASLI).
لقد أرسلوا رسائل مفتوحة تتناول العديد من القضايا، ومن بينها:
- الضغط على الحكومات لضمان السلامة الدائمة للغويين الذين خدموا في أفغانستان.[11]
- مطالبة رئيس الولايات المتحدة بالنظر لوضع المترجمين الفوريين في أعقاب الحرب ضد داعش.[12]
- دعوة الأمم المتحدة لإصدار قرار يعلن 30 سبتمبر يومًا دوليًا للترجمة.[13]

## أعضاء فخريون
وأعضاؤها الفخريون هم:
- نعوم تشومسكي
- منى بكر[15]
- فالنتين غارسيا يبرا (في ذكرى)
- سيرجيو فياجيو
- فرناندو نافارو[16]
- سوزان جيل ليفين
- ريكاردو كييزا
- لوسيل بارنز
- مادلين لي
- ديفيد بيلوس

منذ عام 2009 ومتخصصو اللغات من الدول المختلفة كانوا أعضاء نشطين في IAPTI، مثل المترجم الفوري توني روسادو والأكاديمية منى بيكر. كما حظيت أنشطة رابطة IAPTI دعمًا من جمعية New England Translators Association فيما يتعلق بحرية التعبير للمترجمين والمترجمين الفوريين.

## روابط خارجية
- موقع IAPTI